# Manuel Almunia
Manuel Almunia Rivero (født 19. maj 1977 i Pamplona, Navarra, Spanien) er en spansk tidligere fodboldspiller, der spillede som målmand. Han var gennem karrieren blandt andet tilknyttet Celta Vigo, Arsenal, West Ham og Watford.

## Karriere i Spanien
Almunia startede sin seniorkarriere i 1997 i den spansk La Liga-klub CA Osasuna, som han dog ikke nåede at repræsentere på førsteholdet. Efter ophold i lavere rangerende klubber blev han i 2001 tilknyttet Celta Vigo, hvor han dog heller ikke formåede at slå igennem. Almunia blev atter udlejet til klubber i de lavere ligaer, hvor han tilbragte hele tre sæsonen, inden han den 14. juli 2004 skrev kontrakt med Arsenal F.C. i den engelske Premier League.

## Karriere i England (Arsenal F.C. m.fl.)
Almunia blev i første omgang hentet til London-klubben som reserve for førstevalget Jens Lehmann, og måtte finde sig i denne rolle i sine første sæsoner hos klubben. Han fik sin debut den 27. oktober 2004 i en Liga Cup-kamp mod Manchester City. Den 4. december samme år spillede han sin første Premier League-kamp, i et opgør mod Birmingham City. Han opnåede, dog som bænkevarmer, en vis triumf, da Arsenal vandt FA Cuppen i 2005 med finalesejr over Manchester United. 
Mens Almunia de kommende to sæsoner fortsatte som reserve for Lehmann fik han pludselig en hovedrolle i Champions League. Arsenal havde spillet sig frem til finalen mod spanske FC Barcelona, da Lehmann efter få minutter modtog et rødt kort efter at have væltet spaniernes angriber Samuel Eto'o. Almunia blev indskiftet og spillede resten af kampen, men kunne ikke forhindre en 2-1 sejr til Barcelona.
Efter at Jens Lehmann i begyndelsen af 2007-08 sæsonen var impliceret i flere mål til modstanderne, fik Almunia chancen som førstevalg for holdet, en mulighed han ikke forpassede. Resten af sæsonen var han klubbens førstemand i målet, og han opnåede stor popularitet blandt fansene da han i et opgør mod ærkerivalerne Tottenham Hotspurs sent i kampen reddede et straffespark fra Robbie Keane. Stillingen var på dette tidspunkt 1-1, men Almunias redning banede vejen for et sejrsmål af danske Nicklas Bendtner.
I sæsonen 2010-2011 røg Almunia ned i målmandshierakiet hos Arsenal, efter de to polske målmænd Łukasz Fabiański og Wojciech Szczęsny. Da de begge i løbet a sæsonen blev skadede, vendte Almunia kortvarigt tilbage til målet hos Arsenal, blot for at blive skadet og erstattet af Jens Lehmann der kom tilbage til Arsenal på en kortvarig kontrakt.
Inden sæsonen 2011-2012 startede, skiftede Manuel Almunia til Championship-klubben Watford F.C.

## Titler
FA Cup
- 2005 med Arsenal F.C.